# Giant Step
Die Giant Step war ein 1985 gebauter Erzfrachter. Das Schiff lief 2006 vor Japan auf Grund.

## Geschichte
Das Schiff wurde bei Mitsui Engineering & Shipbuilding gebaut und als Akakasan Maru in Dienst gestellt. 1995 erfolgte die Umbenennung in Giant Step.

### Havarie 2006
Am 6. Oktober 2006 lief das Schiff auf Reede vor Kashima während eines Sturmes zwei Kilometer von der Küste entfernt auf einen Felsen, nachdem es zunächst zu einem Feuer an Bord gekommen war, und zerbrach anschließend. Das mit Eisenerz beladene Schiff befand sich auf dem Weg von Port Walcott. 13 Crewmitglieder konnten gerettet werden, mindestens zwei starben, während acht als vermisst galten.